# Ben-Zion Orgad
Ben-Zion Orgad, oprindelig Ben-Zion Büschel (født 21. august 1926 i Gelsenkirchen, Tyskland –- død 28. april 2006 i Tel Aviv, Israel), var en israelsk komponist og violinist af tysk afstamning. 
Orgad emigrerede i 1933 med sin familie til Palestina/Israel, og begyndte at studere violin i 1936. Han studerede senere komposition hos Paul Ben-Haim i Tel Aviv, og Josef Tal i Jerusalem. Han tog senere til USA og studerede bl.a. hos Aaron Copland og Irving Fine.
Orgad har primært komponeret for kor, men har også skrevet en symfoni, orkestermusik, koncertmusik, kammermusik og sange.

## Udvalgte værker
- Symfoni "Hatzvi Israel" (Israels skønhed) (1949, rev. 1964) - for baryton og orkester
- "Kalejdoskop" (1981) - for orkester
- "Første reserve" (1975) - for orkester
- Klaverkoncert "Første genforening" (1984) - for klaver og kammerorkester
- "Siphonic sats" (1999) - for træblæserkvintet, messingkvintet, slagtøj og to strygerkvintetter
- "Arsalgia" (2004) - for strygekvartet
- "Salme 29" (1944) - for blandet kor a cappella
- "Isaiah's Vision" (1953) - for blandet kor
- "Yedidot" (1966) - for blandet kor
- "De gamle dekreter" (1970) - for blandet kor
- "Forlad mit navn" (1947) - for mezzosopran og fløjte
- "Ud af støvet" (1956) - for mezzosopran (eller alt), fløjte, fagot, bratsch og cello